# Hieronymus van Alphen
Hieronymus van Alphen, född 8 augusti 1746 i Gouda, död 2 april 1803 i Haag, var en nederländsk skald.
Alphen var generalprokurator vid domstolen i Utrecht, stadspensionaris i Leiden och slutligen unionens generalskattmästare, men nedlade sitt ämbete 1795 vid fransmännens ankomst. Av hans många arbeten intar de 1778–81 utgivna Kleine gedigten voor kinderen (tre band) främsta rummet, de kom att bli landets mest omtyckta barndikter. Nämnas kan ytterligare Mengelingen in proza en poëzij (1783). Alphens samlade verk utgavs 1838 (tre band; ny upplaga 1871).